# Maria Goesakova
Maria Ivanovna Goesakova (Russisch: Мария Ивановна Гусакова) (Timoshkino, (District Sjilovski), 6 februari 1931 – Sint-Petersburg, 8 mei 2022) was een Russisch langlaufster. 

## Carrière
Goesakova maakte haar internationale debuut tijdens de wereldkampioenschappen van 1958 waar zij de 6e plaats behaalde op de 10 kilometer. Goesakova maakte haar olympische debuut in het Amerikaanse Squaw Valley in 1960 met een olympische titel op de 10 kilometer en de zilveren medaille op de estafette. Tijdens de wereldkampioenschappen van 1962 veroverde Goesakova drie medailles waaronder één gouden op de estafette. Goesakova behaalde in 1964 de olympische bronzen medaille op de 10 kilometer.

## Belangrijkste resultaten

### Olympische Winterspelen
| Editie | Plaats       | Resultaten        |
| ------ | ------------ | ----------------- |
| 1960   | Squaw Valley | 10 km · estafette |
| 1964   | Innsbruck    | 10 km             |

### Wereldkampioenschappen langlaufen
| Jaar | Plaats       | Resultaten                |
| ---- | ------------ | ------------------------- |
| 1958 | Lahti        | 6e 10 km                  |
| 1960 | Squaw Valley | 10 km · estafette         |
| 1962 | Zakopane     | 10 km · 10 km · estafette |
| 1964 | Innsbruck    | 10 km                     |